# 옴니글롯
옴니글롯(Omniglot)은 1998년부터 영국인 사이먼 에이거(Simon Ager)가 개인적으로 운영하는 세계의 문자에 대한 개략적인 정보를 제공하는 웹사이트이다. 2006년 기준으로, 약 400여종이 넘는 문자가 수록되어 있으며, 일반적으로 접할 수 없는 진기한 문자나, 사이트 방문자가 자신이 고안한 문자를 직접 투고할 수 있는 등, 지속적으로 업데이트되고 있다. 문자를 다룬 사이트로서는 세계 최고의 정보량을 자랑한다.
옴니글롯은 모든을 의미하는 라틴어 omni와 말, 언어를 뜻하는 그리스어 glossa의 합성어로 "모든 언어" 또는 "모든 말"로 해석 가능하다. 옴니글롯에 나와 있는 한국어 번역어 제안으로는 온말, 온글이 제안되어 있다.

## 분류 체계
옴니글롯은 다음의 체계에 따라 수록문자를 분류해 놓고 있다.
- 아브자드(자음알파벳): 자음만으로 구성되어 있고, 모음은 기본적으로 표시하지 않거나, 별도의 부호를 첨가하는 방식의 문자체계 아랍 문자, 히브리 문자가 대표적

- 알파벳: 자음과 모음의 음소를 표시하는 문자가 분리되어 있는 체계. 라틴 문자가 대표적이며, 자질문자로 별도분류되기도 하는 한글도 편의상 알파벳 카테고리에 포함되어 있다.

- 아부기다(음절알파벳): 음절문자와 알파벳의 특성을 동시에 가지고 있는 문자체계. 주로 인도대륙의 제문자와 인도계 문자의 영향을 받은 동남아의 문자가 이에 속한다. 기본자모에 독립된 자음을 나타내는 자모가 없고, 자음기본글자는 항상 a소리를 동반하며, a이외의 모음을 나타낼 경우에 별도의 홀소리기호를 붙여 이를 표시한다. 이는 인도계 언어의 끝소리가 -a로 끝나는 경우가 매우 많기 때문에, 이러한 언어적 특성을 반영한 체계로 여겨진다.

- 음절문자: 자음과 모음이 결합된 하나의 음절이 하나의 문자에 대응하는 문자체계. 일본어의 가나, 체로키 문자, 크리 문자등이 대표적이다. 음절문자중에서도 가나나 체로키문자는 음의 변화와 글자의 형태에 전혀 규칙성이 없이 개별적이나, 크리문자의 경우는 같은 모음을 공유하고 있는 음절문자사이에 형태상의 일정한 규칙성이 있는 차이가 있다.

- 복합문자체계(complex scripts) 음과 의미를 동시에 나타내는 문자체계를 말한다. 흔히 말하는 상형문자, 표의문자도 이 분류에 속한다.

- 미해독문자(Undeciphered) 이 분류는 구조상의 분류가 아니라, 아직 해독되지 않은 문자들을 미해독문자라는 범주로 묶어 놓은 것이다. 이스터섬의 롱고롱고문자, 보이니쉬문자등 유명한 미해독문자들을 포함한다.

- 대안문자(Alternative scripts) 대안문자란 특수한 목적하에 기존의 문자를 보완하거나, 대처할 목적하에 만들어진 문자를 말한다. 예를 들어,빠른 필기를 위한 속기문자,해상신호기체계, 전신을 위한 모스 부호, 영어철자를 음소적으로 만들기 위해 고안된 알파벳등이 이에 속한다. 이외에 인공문자중에서도 어느 정도 인지도가 있는 영화,소설,컴퓨터게임에 등장하는 인공문자들은 이 분류로 분류해 놓았다.

- 방문자 투고문자(Your con-scripts): 사이트 운영자가 옴니글롯을 방문하는 사람들을 위하여 만들어 놓은 분류로서, 방문자자신이 고안한 인공문자를 투고할 수 있는 곳이다. 분류에 따라 다음의 넷으로 구분된다.
  - 자연어표기-인공문자: 표기언어가 자연어인 경우
  - 인공어표기-인공문자: 표기언어가 인공어인 경우(대부분 방문자자신의 인공어인 경우가 많다)
  - 음성기호적 문자: 정확한 발음표기를 위한 문자들로써, 철자가 아닌 음성에 따른 표기를 중시하여, IPA분류체계에 따른 정연한 구조를 갖추거나, 이론상 어떤 언어도 표기가능 하도록 IPA처럼 가능한 모든 음소를 구비한 것도 있다.
  - 기존문자채용: 기존에 이미 존재하는 문자를 변형시켜 새로운 언어를 표기하는 체계. 영어표기용 아랍문자나, 영어표기용 가나등이 이에 포함된다.

## 그밖의 내용
다언어구사자이기도 한 자신의 경험에 따라 언어학습의 조언, 언어와 관련 있는 뉴스및 글모음, 특정언어의 간단하고 자주쓰이는 표현이나 문구를 알아볼 때 편리한 여러 가지 문구 모음과 운영자의 블로그 등 언어와 문자에 관한 다양한 읽을거리를 구비해 놓고 있다.

## 옴니글롯에 있는 한글 및 한국어 관련 항목
옴니글롯에서 한글은 알파벳으로 분류되어 있고, 한국어의 계통및 역사, 한글창제의 역사등이 소개되어 있다. 또한 방문자 투고 문자란에서는 한글의 모양이나, 결합방식의 영향을 받은 인공문자가 상당수 존재하고 있다. 기타 한글 창제 이전의 한국어표기시도였던 이두, 향찰, 구결, 한글 풀어쓰기안 등이 한국과 관련하여 추가로 실릴 수 있을 것으로 보인다.

## 같이 보기
- 온라인 백과사전 목록
- 에스놀로그